# Szigethy András
Szigethy András (Jászapáti, 1944. november 10. – 2017. július 30.) magyar író, újságíró.

## Élete
Járt agrártudományi egyetemre, volt filmgyári állatidomár és gyári munkás. 1969-ben lett újságíró a Heves Megyei Népújságnál, de mindeközben teniszjátékosként és edzőként is ismerték. 1983–84-ben az Ifjúsági Magazin olvasószerkesztője volt. Ezután segédmunkásként dolgozott, majd 1985-ben a Népszabadság újságírója, veszprémi tudósítója, később főmunkatársa lett.
Tanított a MÚOSZ Bálint György Újságíró Akadémiáján, és műfajelméleti szakkönyvet is írt. Méltatói szerint kevesen ismerték nála jobban a Kádár-kori és a rendszerváltás utáni Magyarországot.

## Főbb irodalmi művei
- A delfinek bűntudata (novellák, esszék, 1995)
- Kegyelem (dráma, 1997)
- Perbeszéd (rádiójáték, 2000)
- A Krokodilfa (regény, 2001)
- Pilátus az ügyész előtt, avagy a birodalmi ember vallomása (2003)
- Teniszregény (regény, 2006)
- Sztálin 50 (dráma, 2007)
- Az Isten szeme (2009)
- Kegyelem című, Kádár Jánosról szóló drámáját 1998-ban mutatta be a Veszprémi Petőfi Színház, majd a Pesti Színház is játszotta.